# روث فاوست
روث فاوست (بالإنجليزية: Ruth Fawcett)‏ هي كاتِبة بريطانية، ولدت في 13 أبريل 1961.